# Jakobsgatan 19, Stockholm

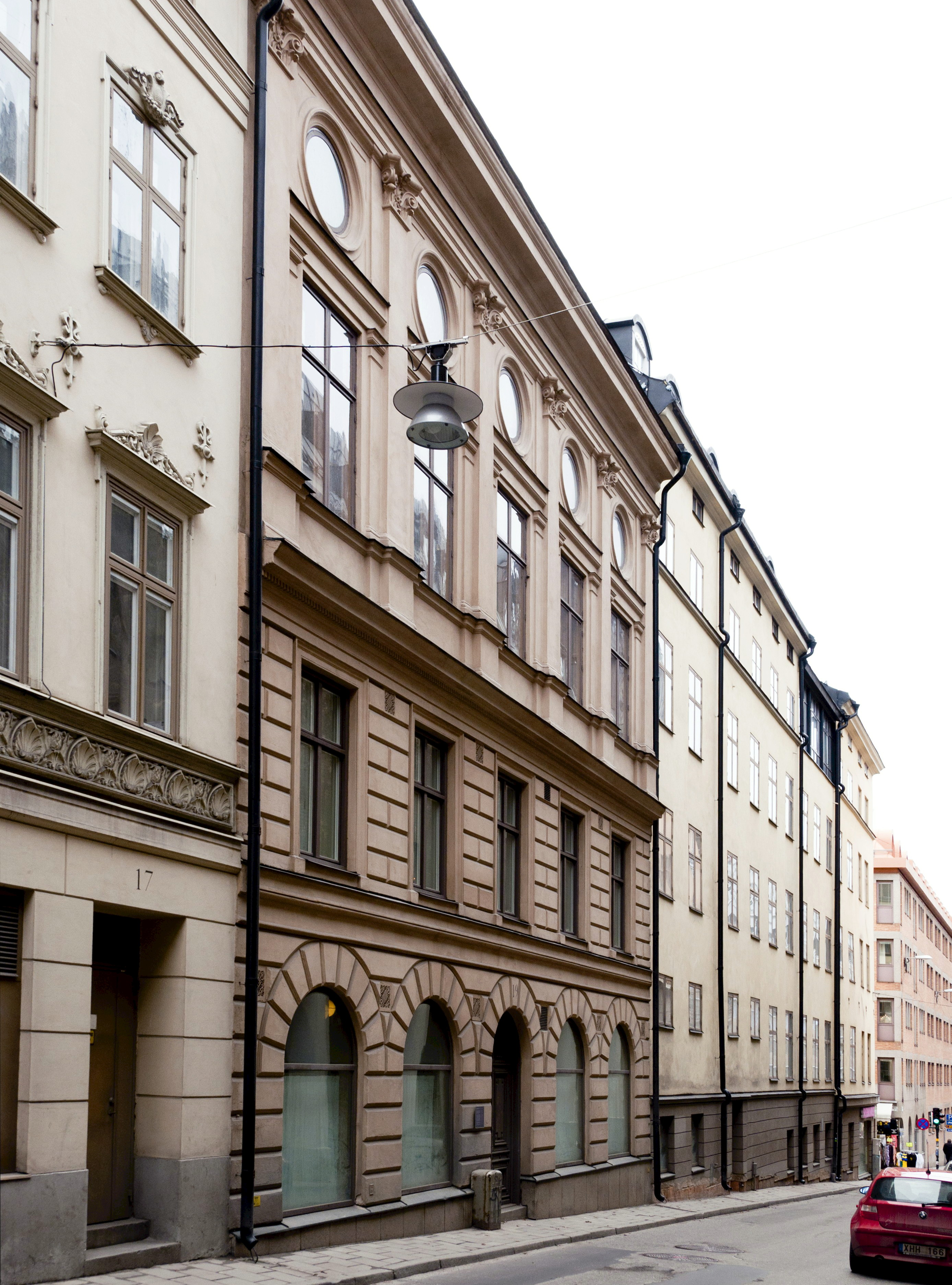
Jakobsgatan 19, december 2011.

Jakobsgatan 19, Gamla Läkaresällskapets hus eller Hovkirurgen J.L. Wenners hus, är en byggnadsminnesmärkt byggnad i kvarteret Johannes Större på Jakobsgatan 19 på Norrmalm i Stockholm. Idag inrymmer huset lokaler för Regeringskansliet. Fastigheten är blåmärkt av Stadsmuseet i Stockholm, vilket är det starkaste skyddet och innebär "att bebyggelsen bedöms ha synnerligen höga kulturhistoriska värden".

## Historik
Byggnaden förmodas ha byggts under senare delen av 1600-talet av sekreteraren Nils Leijonflykt. Hovkirurgen J.L. Wenner köpte huset 1813 och hans arvingar upplät det åt Svenska Läkaresällskapet 1821. En omfattande ombyggnad i nyrenässansstil gjordes 1878 efter ritningar av Carl Curman. 

## Husets vidare öden
- 1907 köpte Svenska Teknologföreningen huset och 1911 gjordes flera ombyggnationer efter ritningar av arkitekten Carl Bergsten.
- 1967 köpte staten fastigheten, och 1994-1995 renoverades den av Statens fastighetsverk för regeringskansliet, och återfick delvis utseendet från 1878. Byggnaden är ett statligt byggnadsminne sedan 1995.

## Historiska bilder

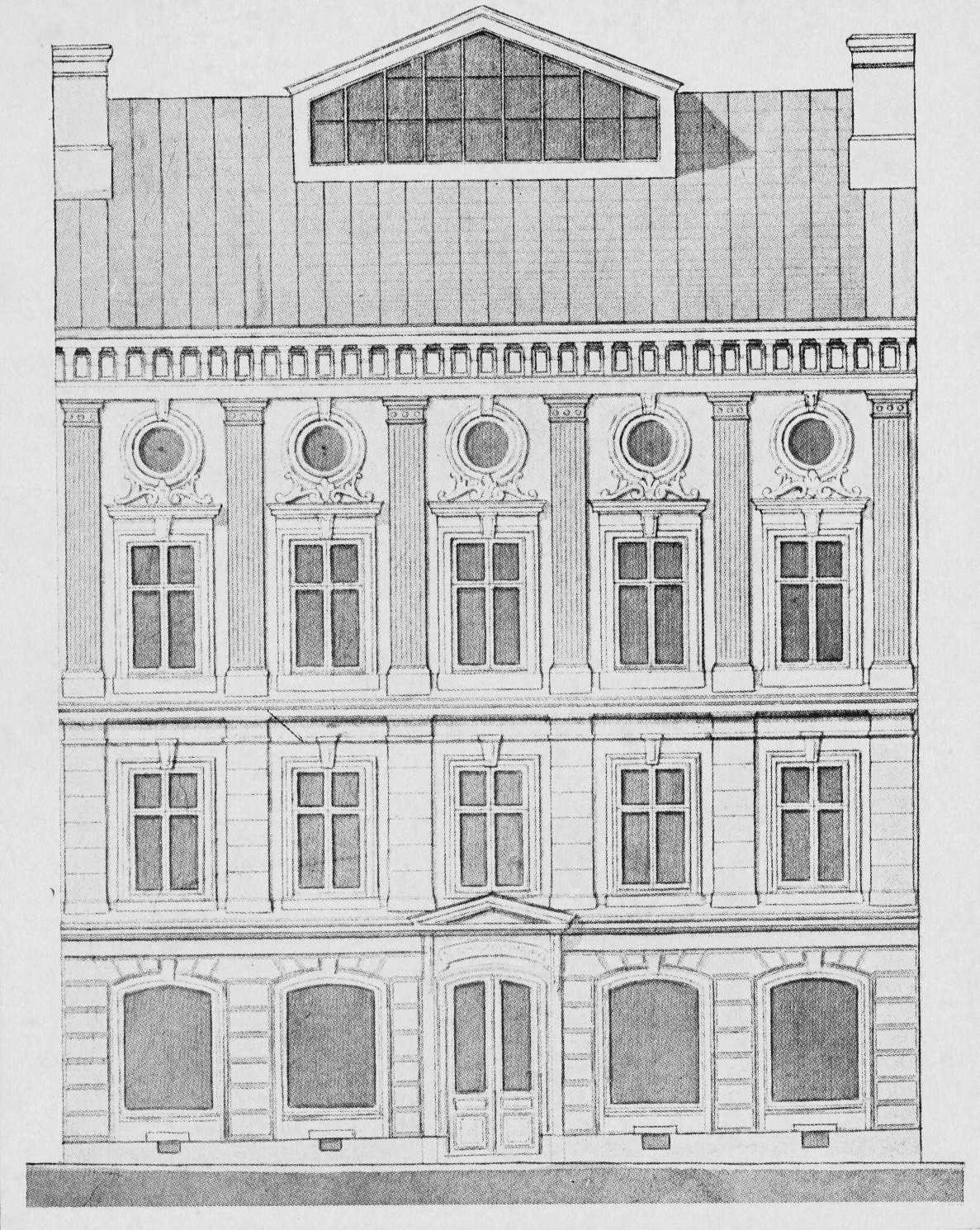
Fasad.
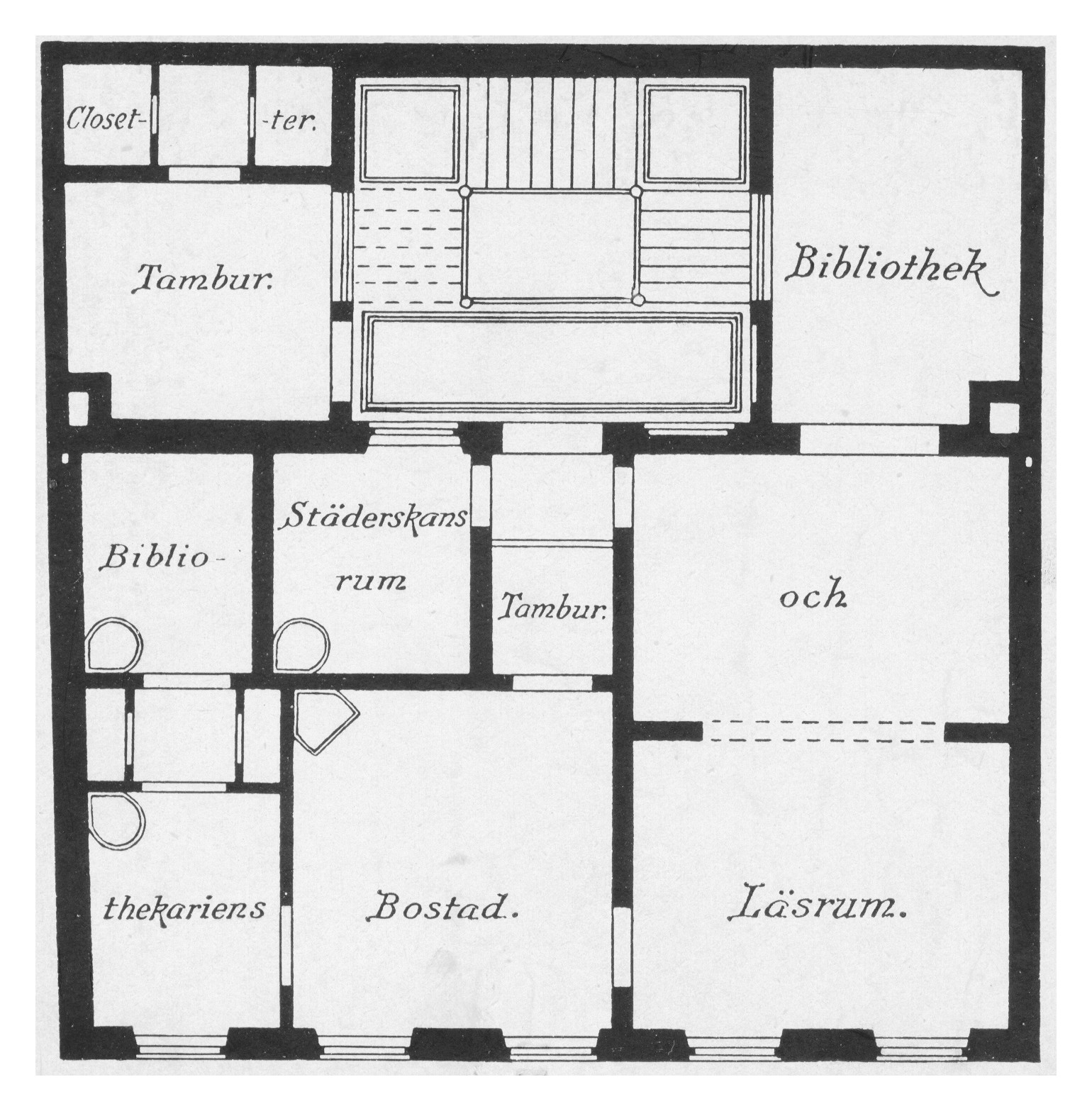
Plan våning 1 trappa.
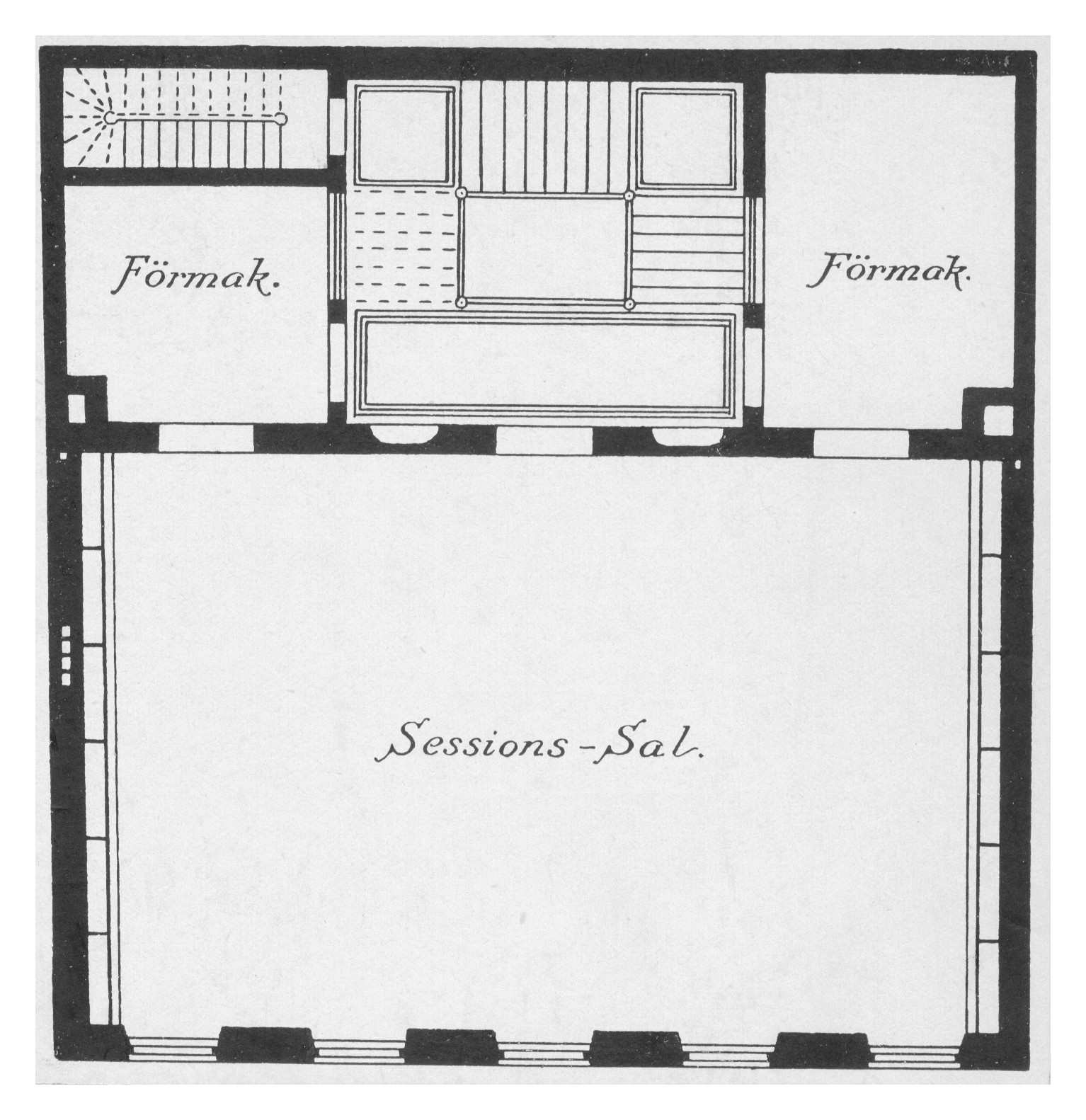
Plan våning 2 trappor.
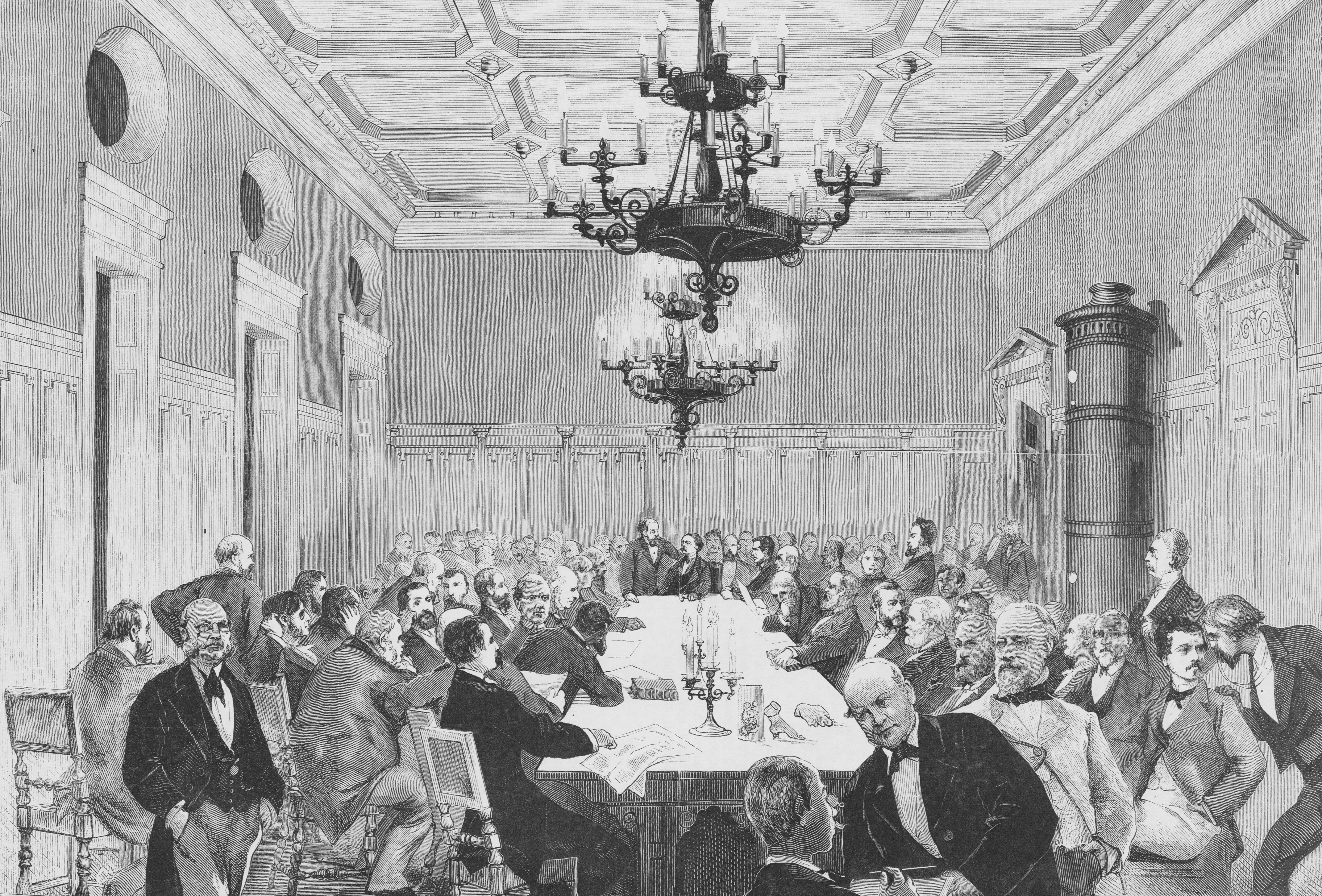
Sammankomst i sessionssalen 1879.